# Studi sul Settecento Romano
 (juillet 2025).
Si vous disposez d'ouvrages ou d'articles de référence ou si vous connaissez des sites web de qualité traitant du thème abordé ici, merci de compléter l'article en donnant les références utiles à sa vérifiabilité et en les liant à la section « Notes et références ».
Studi sul Settecento Romano est une revue annuelle d'histoire de l'art, consacrée en particulier à l'étude des expressions artistiques et architecturales à Rome au cours du XVIIIe siècle.

## Histoire
Fondée en 1985 par Elisa Debenedetti, elle est publiée sous les auspices de l'Université Sapienza de Rome, de la Fondation Marco Besso et du Centre d'études sur la culture et l'image de Rome. Publiée jusqu'en 2012 par Multigrafica, puis Bonsignori, elle est désormais éditée par Quasar à Rome.

## Objectifs
Par le biais de recherches documentaires, la revue traite de l'ensemble des phénomènes culturels à Rome de la fin du XVIIe siècle au début du XIXe siècle. Les différents sujets sont traités dans un ou plusieurs volumes.